# Sesia ruficollis
Sesia ruficollis is een vlinder uit de familie wespvlinders (Sesiidae), onderfamilie Sesiinae.
Sesia ruficollis is voor het eerst wetenschappelijk beschreven door Petersen & Lingenhöle in 1998. De soort komt voor in het Palearctisch gebied.